# Parc national de Drawa
Le parc national de Drawa (en polonais : Drawieński Park Narodowy) est une aire protégée située dans le Nord-Ouest de la Pologne (voïvodie de Grande-Pologne). Classée parc national (catégorie II du classement de l'UICN), elle a été créée en mai 1990 et s'étend sur 113,91 km2.  Le parc fait partie de l’immense forêt de Drawsko (Puszcza Drawska), qui se trouve sur la vaste plaine de Drawsko. Il tire son nom de la rivière Drawa.

## Description
Les forêts représentent 96,14 km² soit 80 % du parc : il s'agit de la grande et monumentale forêt de Drawa qui s’étend du district du lac Drawa à la rivière Noteć. Elle est principalement composée de hêtres et de pins. Les plans d’eau couvrent 9,37 km² avec des canaux d’eau, lacs et tourbières. 3,68 km² sont désignés comme une zone strictement protégée.
La plus haute colline (106 m) est située près du lac Martew, dans la partie nord du parc. Le sol du parc est de mauvaise qualité et il se compose principalement de sable.
L’une des principales raisons de la création du parc était la nécessité de protéger les zones précieuses le long des rivières Drawa et Plocziczna. La Drawa crée des vallées et des creux intéressants et 40 km de la rivière se trouvent dans les limites du parc. La rivière coule à un rythme assez rapide, ce qui la rend similaire aux rivières situées dans les montagnes. Les lacs comprennent le lac Czarne (3,7 km²).

## Flore
Il y a plusieurs espèces intéressantes de flore dans le parc, dont 210 espèces de champignons et de chênes ayant jusqu’à 400 ans. Les arbres les plus anciens sont strictement protégés dans la réserve de Radecin. Les arbres de plus de 81 ans couvrent 40% de la superficie boisée du parc.

## Faune
Il existe 129 espèces d’oiseaux, 40 espèces de mammifères, 7 espèces de reptiles et 13 espèces d’amphibiens. La bonne qualité de l’eau dans les lacs et les rivières permet à diverses espèces de poissons de s’épanouir.
Les chevreuils, les cerfs élaphes et les sangliers sont communs. Le parc abrite également de fortes populations de loutres et de castors d’Eurasie. À l’occasion, on trouve des élans et des loups gris dans le parc.

## Tourisme
La région dans le passé, quand elle était située à la frontière entre la Pologne et la Poméranie occidentale (plus tard la Prusse), était considérée comme impropre à l’établissement humain et ce n’est que depuis le XVIIe siècle que ses forêts ont été défrichées pour la colonisation.
Le parc est traversé par quatre sentiers touristiques attrayants, à la fois pour la marche et le kayak. Le parcours de kayak Drawa est l’un des plus pittoresques de Pologne. Il y a des campings et à certaines distances des hôtels. Le nombre de touristes augmente d’année en année.
Le parc a son siège dans la ville de Drawno, dans le comté de Choszczno.

## Galerie

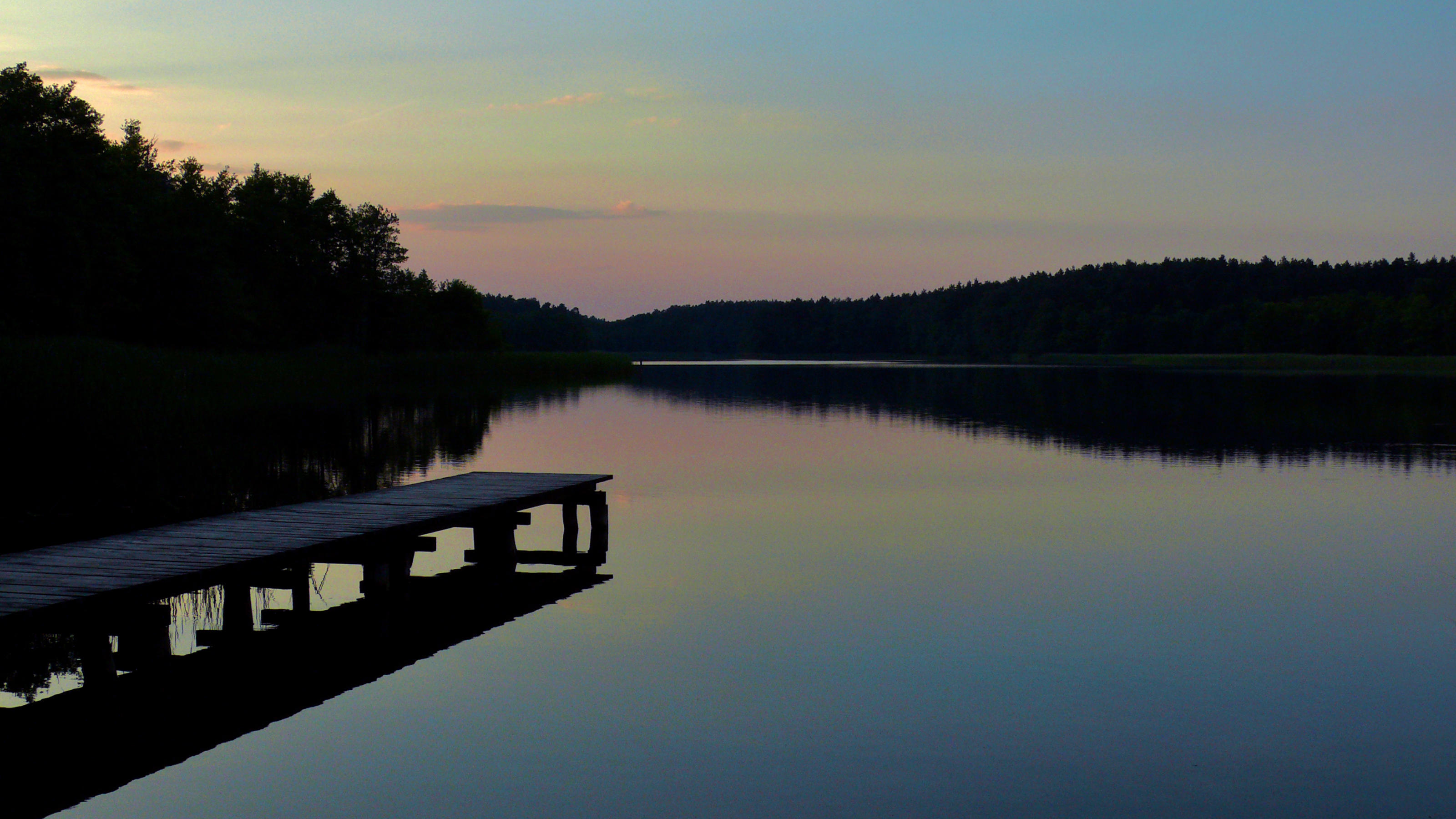
Lac Ostrowiec près de Głusko
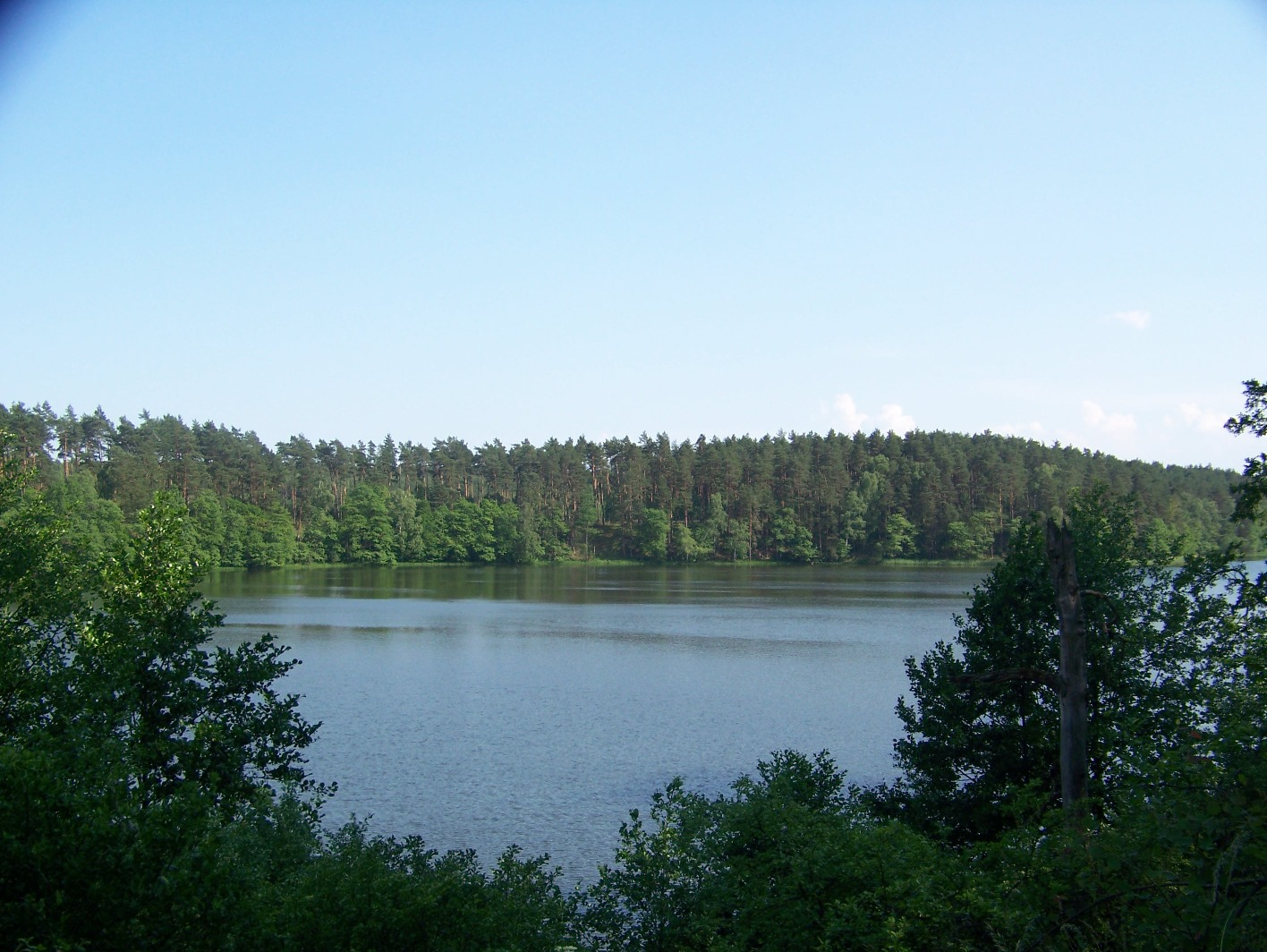
Canal Sicieńskiego sur la rive nord-est du lac Ostrowiec
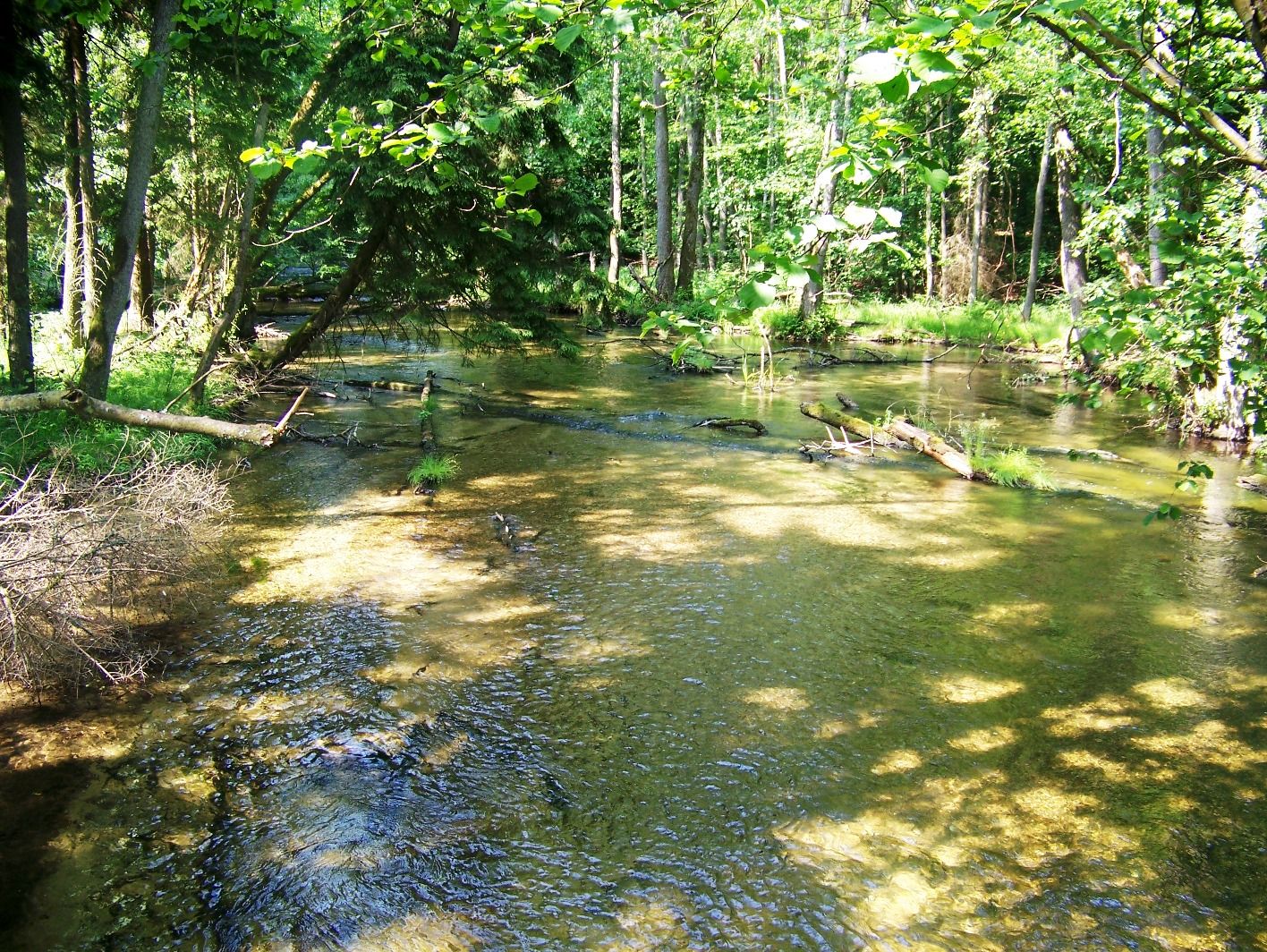
Près de Węgornia
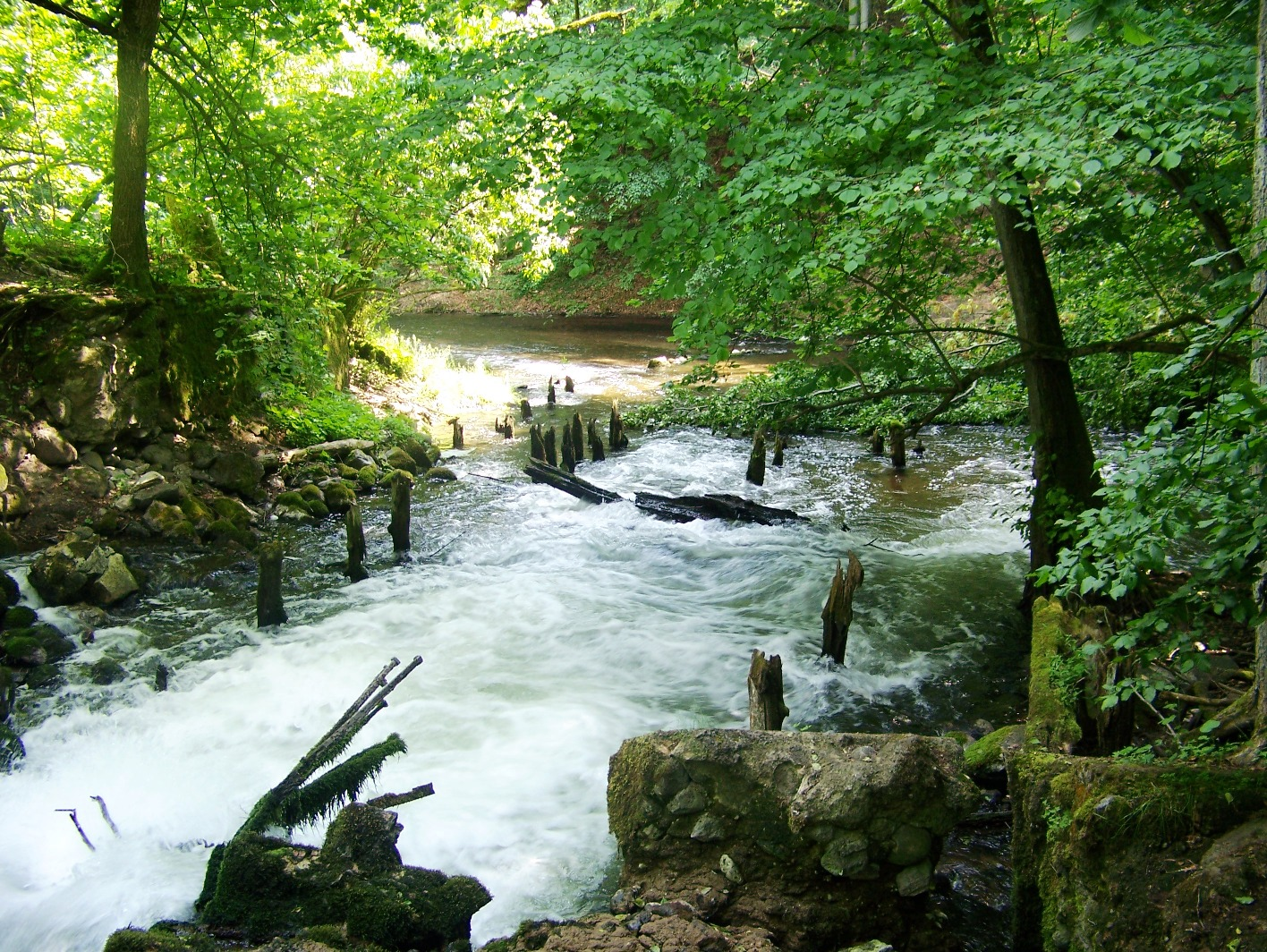
Ruines d'une passerelle sur la rivière Plocziczna